# الحرب العالمية الأولى في الأدب

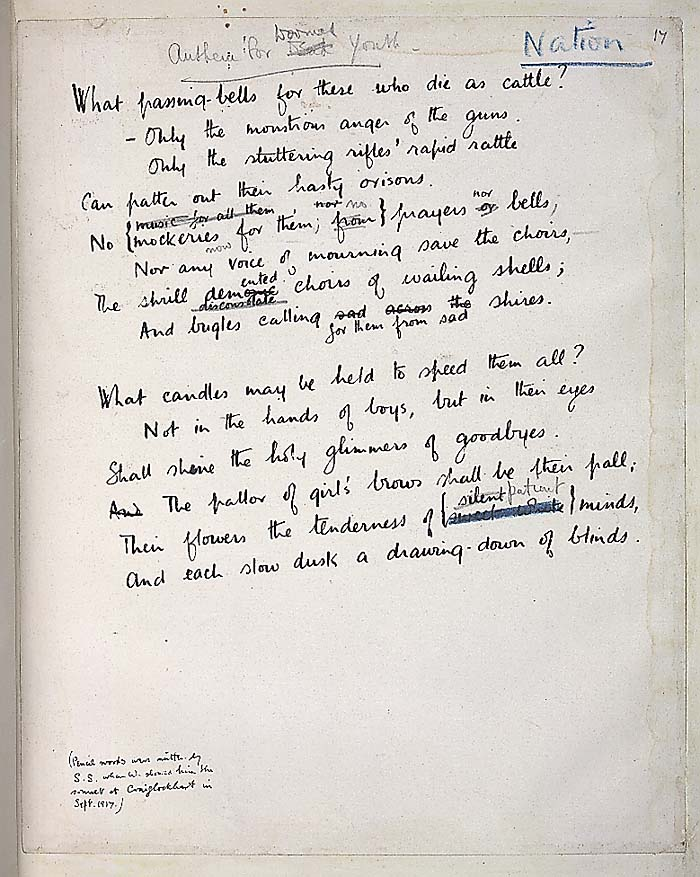

يشتمل أدب الحرب العالمية الأولى على القصائد الشعرية والروايات والدراما والمذكرات والرسائل، غالباً ما تندرج السير الذاتية أيضاً ضمن هذا المحتوى. كانت أغلب النصوص التي درسها طلاب المدارس والجامعات هي نصوص سيغفريد ساسون وويلفريد أوين، وقصائد شعرية لآيفور غورني وإدوارد توماس وتشارلز سورلي وديفيد جونز وإسحاق روزنبرغ، التي نُشرت ضمن مختارات أدبية. كتب الرجال معظم الأعمال -التي كُتبَت خلال الحرب أو التي تتحدث عنها- بسبب الحاجة الشديدة للرجال الشبان في ذلك العصر. لكن كتبت عدة نساء (تحديداً في بريطانيا) أعمالاً أدبية عن الحرب، وتمحورت تلك الأعمال غالباً حول تأثير الحرب على الجنود والحياة المنزلية والقتال بشكل عام.

## نظرة عامة
ساهم انتشار التعليم في بريطانيا في السنوات التي سبقت الحرب العالمية الأولى في محو الأمية، فكان جميع الجنود البريطانيين وعامة الشعب أيضاً من جميع الفئات متعلمين. كثيرا ما أنتج المؤلفون الهواة والمحترفون خلال الحرب وبعدها، ووجدوا سوقاً لبيع تلك الأعمال التي ألفوها.
ألّفت الأعمال الأدبية خلال الحرب، وشعر الرجال والنساء حينها بالحاجة إلى تسجيل تجاربهم الخاصة وتدوينها. لكن لم يزدهر أدب الحرب العالمية الأولى حتى أواخر العشرينيات وأوائل الثلاثينيات من القرن العشرين في بريطانيا. شهدت بريطانيا فترة انتعاشٍ أخرى في ستينيات القرن الماضي، حين تجدد اهتمام القراء بالحرب العالمية الأولى خلال ذكرى 15 سنة لمرورها.

## الشعر
كتب الشعراء أكثر من ألفي قصيدة عن الحرب وخلالها. لكن جزءاً صغيراً منها ظلّ معروفاً في عصرنا الحالي، واندثر شعراء كُثر حصلوا على شعبية كبيرة بين القراء في تلك الفترة. ظهر خلال ستينيات القرن الماضي مجموعة أرثوذكسية (متشددة) من الشعراء والقصائد، وظلّ الحال كذلك في المجموعات الشعرية الحديثة، ما أدى إلى تشويه الشعر الخاص بالحرب العالمية الأولى. تميل تلك المجموعات الشعرية إلى التركيز على أهوال الحرب والمعاناة والتراجيديا والغضب تجاه من أشعل تلك الحرب.
في الأسابيع الأولى من الحرب العالمية الأولى، استجاب الشعراء البريطانيون بفيضٍ من النتاج الشعري. لاقت قصيدة روديارد كبلنغ بعنوان «كل ما نملك ومن نكون» انتشاراً واسعاً، وتحديداً في صحف الدول الناطقة بالإنجليزية. أسهم روبرت بريدجيز أيضاً بقصيدة بعنوان «استيقظي، إنجلترا!» عقب اندلاع الحرب العالمية، لكنه تمنى لاحقاً لو أنها لم تُنشر. كتب جون ميزفيلد، الذي خلف بريدجيز لاحقاً في منصب شاعر الدولة، قصيدة بعنوان «أغسطس، 1914»، فلاقت إعجابًا عالميًا.
اعتُبرت القصيدة الملحمية لديفيد جونز بعنوان «بين هلالين» تحفة أدبية.
ظلت قصيدة «في حقول فلاندرز» لجون مكراي إحدى أشهر القصائد الحربية في كندا، وأصبحت القصيدة إحدى الرموز البارزة غير الرسمية للبلد.
كتب الشاعر التعبيري أوغست شترام بعضًا من أهم القصائد الألمانية حول الحرب.

## الروايات
كانت إحدى المواضيع الشائعة في الأعمال الروائية خلال عشرينيات القرن الماضي وثلاثينياته هي تأثير الحرب، مثل اضطراب الكرب التالي للصدمة النفسية الذي يصيب الجنود العائدين من الحرب، والتغيرات الاجتماعية الضخمة التي نجمت عنها. منذ النصف الثاني للقرن العشرين وما بعد، ظلّت الحرب العالمية الأولى تمثّل موضوعًا شائعًا للأعمال الروائية والروايات بشكل أساسي.

### الأدب المعاصر
وصف النقادُ -بشكل عدائي- الأديب ألفريد نويز بأنه صاحب معتقد سياسي عسكري جينغوي، بالرغم من أنه سلميّ في الواقع. في عام 1913، عندما ظهرت إمكانية لتجنب الحرب العالمية الأولى، نشر نويز قصيدة مطولة معادية للحرب بعنوان «ذا واين بريس». خلال الحرب العالمية الأولى، حُرم نويز من الخدمة العسكرية على الجبهة بسبب عيبٍ في بصره. وبدلاً من ذهابه إلى ساحات القتال، أدى نويز الخدمة منذ عام 1916 في ملحق وزارة الخارجية وشؤون الكومنولث، حيث عمل مع جون بوشان في نشر الدعاية والبروباغندا. فعمل نويز بصفته شخصية أدبية، وكتب قصصاً قصيرة لرفع معنويات الجنود وقصائد وعظيّة وقصائد غنائية لتمجيد تاريخ إنجلترا العسكري والتأكيد على المبادئ الأخلاقية للقضية الإنجليزية. نُسيت تلك الأعمال اليوم عدا قصتين فقط: «مُغنوا لويزيتانا» و«حطب نجم المساء». يُعاد طبع تلك القصتين ضمن مجموعات من الحكايا.
هناك رواية «كل شيء هادئ على الجبهة الغربية»، أو «لا جديد في الغرب» كما جاء عنوانها بالألمانية. وهي من تأليف إريك ماريا ريمارك، ومن أكثر الكتب التي تتحدث حول الحرب العالمية الأولى مبيعاً. تُرجمت إلى 28 لغة ووصلت مبيعاتها العالمية إلى 4 ملايين نسخة عام 1930. كان للعمل الروائي والفيلم السينمائي -المقتبس عنه الحائز على جوائز- دور كبيرٌ في خلق وجهات النظر العامة تجاه الحرب، ونافس هذا العمل جميع أعمال المؤرخين المتعلقة بالحرب.
ارتكز ريمارك في روايته بشكل جزئي على روايةٍ لهنري باربوس من عام 1916 بعنوان «تعرّض للهجوم»، وباربوس هو صحفي فرنسي شارك في الحرب العالمية الأولى بصفته حامل نقالة على الخطوط الأمامية للحرب، وكان كتابه شديد الأهمية والتأثير في ذلك الوقت. بحلول موعد انتهاء الحرب، بُيع نحو 250 ألف نسخة من الكتاب، وقرأه الجنود في الكثير من الدول.
كتبت الروائية البريطانية ماري أغوستا وارد روايات مناصرة للحرب، وكان بعضها بناءً على طلب رئيس الولايات المتحدة الأمريكية ثيودور روزفلت، لكن رواياتها أثارت بعض الأسئلة بخصوص الحرب. من أشهر أعمالها المتعلقة بالحرب العالمية الأولى: «مساعي إنجلترا» عام 1916، «نحو الهدف» عام 1917، «مفقود» عام 1917، «الحرب وإليزابيث» عام 1917، «حقول النصر» عام 1919.

### ما بعد الحرب
كان ألان باتريك هربرت واحداً من أوائل المقاتلين الذين نشروا رواية حول الحرب، وكانت الرواية بعنوان «المعركة السرية» عام 1919. تبعها في الأعوام اللاحقة روايات أخرى مثل «عبر القمح» عام 1923 لتوماس ألكسندر بويد، و«ثلاثية المزرعة الإسبانية» «ست وأربعون» عام 1925، «تسع وأربعون» عام 1925، «جريمة عند آل فاندرليندن» عام 1926 للأديب رالف موترام. هناك أيضاً رواية «موت بطل» عام 1929 لريتشارد ألدنغتون و«الأجزاء الوسطى من الثروة» في العام ذاته لفريدريك ماننغ، و«الجنرالات يموتون في السرير» لتشارلز ييل هاريسون عام 1930، و«نصر مجنح» لفيكتور مازلن ييتس عام 1934.
احتوت رباعية «نهاية الموكب» أو «نهاية الاستعراض» لفورد مادوكس فورد روايات أُشيد بها كثيرًا، ونُشرت تلك الروايات بين عامي 1924 و1927، وغطّت الرباعية أحداث الحرب العالمية الأولى والأعوام التي وقعت خلالها، من وجهة نظر موظف إحصائي حكومي يصبح ضابطاً في الجيش البريطاني خلال الحرب. ارتكزت الروايات على تجارب فورد الشخصية خلال الحرب بعد أن جُنّد في عمر 41.
كتبت ويلا كاثر رواية «واحدٌ منا» عام 1922، وحازت على جائزة بوليتزر عام 1923 عن تلك الرواية التي تحكي قصة كلود ويلر، وهو مزارع من نبراسكا يهرب من زواج خالٍ من الحب ليقاتل في الحرب العالمية الأولى. وجّه نقادٌ أمثال إتش. إل. مينكن وسينكلير لويس انتقادات لذاك الكتاب، والسبب أن الرواية تصوّر الحرب بشكل رومانسي. ألفت كاثر شخصية كلود ويلر بناءً على ابن عمها جي. بي. كاثر الذي قُتل عام 1918 خلال معركة كانتيني في فرنسا.
تطوعت الكاتبة ماي سينكلير في هيئة مونرو للإسعاف عام 1914، ونشرت شهادتها عن المعارك على الجبهة البلجيكية في «سجلّ عن الانطباعات في بلجيكا» عام 1915. كتبت بعدها 3 روايات عن الحرب، أولها «تاسكر جيفونز» عام 1916، ثم «شجرة الحياة» عام 1917، و«الرومانسي» عام 1920. كتبت الصحفية إيفادني برايس رواية شبه سيرة ذاتية بعنوان «ليس هادئاً تماماً: حفيدات الحرب» عام 1930، وكانت الرواية عن سائقات سيارات الإسعاف، وترتكز الرواية على المقابلات التي أجرتها الكاتبة مع النساء.
كتب سومرست موم «أشندن: أو العميل البريطاني» عام 1928، وهي مجموعة من القصص القصيرة ترتكز على تجارب المؤلف أثناء عمله مع الاستخبارات البريطانية خلال الحرب. اقتُبس فيلم «العميل السري» عام 1936، من إخراج ألفريد هيتشكوك، عن تلك الرواية، وكذلك مسلسل تلفزيوني أنتجته قناة بي بي سي عام 1991.